# Музей Николы Теслы
Музе́й Ни́колы Те́слы  (серб. Музеј Николе Тесле / Muzej Nikole Tesle) — научный музей в центральном районе Белграда (Сербия), посвящённый физику-изобретателю Николе Тесле.

## История
Основан музей 5 декабря 1952 года по решению Правительства Республики Югославия и разместился в двухэтажном особняке на улице Пролетарских бригад в Белграде, построенном ещё в 1927 году по проекту сербского архитектора Дражича Брашована.
На первом этаже музея размещена экспозиция действующих моделей приборов и аппаратов, изобретённых Николой Теслой, а также собрание материалов и документов, рассказывающих о жизни и деятельности изобретателя.
На втором этаже хранятся рукописи Николы Теслы, его записные книжки, письма, книги из личной библиотеки, а также иные материалы, предназначенные для изучения творческого наследия изобретателя.
Всего в музейной коллекции насчитывается более 160 000 оригинальных документов, более 2000 книг и журналов, более 1200 технических изобретений и несколько тысяч фотографий, схем и рисунков, принадлежавших Николе Тесле, а также его личные вещи.
Все документы и личные вещи Николы Теслы были переданы Белграду ещё в 1949 году Савой Косановичем, согласно последней воле самого Теслы.
На сегодняшний день — единственный музей в мире, хранящий оригинальные документы и личные вещи Николы Теслы. По этой причине музей оказывает всяческую поддержку и содействие исследователям творчества Теслы, а также обеспечивает доступ к информации для исследователей истории науки, изобретений и патентного права.
Директор музея — Бранимир Йованович (серб. Бранимир Јовановић).

## Галерея
- Свидетельство о крещении Николы Теслы 24 июля 1856 года
- Копия двухфазной асинхронной машины 1887 года. Оригинал хранится в Имперском колледже Лондона
- Асинхронная машина (в разрезе), собранная по чертежам Теслы
- Асинхронный двигатель с яйцевидным ротером, называемым Колумбовым яйцом. Выставлялся на Мировой колумбийской выставке в 1893 году
- Многофазная система демонстрирует производство, передачу и использование электрической энергии
- Модель лодки на дистанционном управлении
- Телеуправление моделью лодки
- Трансформатор Теслы
- Урна с прахом Теслы
- Демонстрация беспроводной передачи электроэнергии
- Бюст Теслы
- Личный костюм Теслы